# Tipula mitua
Tipula mitua är en tvåvingeart som beskrevs av Alexander 1916. Tipula mitua ingår i släktet Tipula och familjen storharkrankar.
Artens utbredningsområde är Colombia. Inga underarter finns listade i Catalogue of Life.